# National Capital District
National Capital District, är en provins i Papua Nya Guinea. Provinsen omfattar landets huvudstad Port Moresby och omsluts av provinsen Central.